# Gujuli
Gujuli (en euskera y oficialmente Goiuri) es una localidad del concejo de Gujuli-Ondona, que está situado en el municipio de Urcabustaiz, en la provincia de Álava, País Vasco (España).

## Historia
Hacia mediados del siglo XIX, el lugar, ya por entonces perteneciente a Urcabustaiz, tenía contabilizada una población de 54 habitantes. Aparece descrito en el noveno volumen del Diccionario geográfico-estadístico-histórico de España y sus posesiones de Ultramar de Pascual Madoz con las siguientes palabras:

GUJULI: l. del ayunt. de Urcabustaiz en la prov. de Alava (Vitoria 4 horas), part. jud. de Amurrio (2), aud. terr. de Burgos (20), c. g. de las Provincias Vascongadas y dióc. de Calahorra (18). sit. parte en llano y parte en pendiente, formando dos barrios separados por un pequeño r.: clima frio, le combate el viento N. y se padecen catarros y pulmonias. Tiene 12 casas, igl. parr. (Santiago) servida por dos beneficiados perpetuos, uno de racion entera y otro de media; cementerio contiguo á la igl.; una ermita (San Antonio) y una fuente de mediana calidad de aguas. Confina el térm. N. Oyardo; E. montes de Altuve; S. Basabe, y O. Unza. El terreno es de mala calidad; poblado en parte de hayas y espinos y con una deh. titulada de Gujuli: le atraviesa un pequeño r. que nace en la sierra de Guibijo y se dirige á Bilbao; le cruza un puente en esta jurisd. Los caminos son locales, en mal estado. El correo se recibe de Orduña, cuando hay proporcion. prod.: trigo, maiz, patatas y alubias: cria de ganado vacuno, lanar y caballar: caza de perdices, liebres y zorros, y pesca de bermejuelas. ind.: ademas de la agricultura y ganaderia, un molino harinero en buen estado. pobl.: 13 vec., 54 alm. riqueza y contr.: con su ayuntamiento. (V.)
(Madoz, 1847, p. 141)

## Demografía
| Gráfica de evolución demográfica de Gujuli entre 1802 y 1981                      |
|                                                                                   |
| Población de derecho, según los censos de población de la Enciclopedia Auñamendi. |

## Patrimonio
- iglesia de Santiago Apóstol
- ermita de San Antonio.[2]